# Barry Horne
Barry Horne (St Asaph, 18 mei 1962) is een Welsh voormalig voetballer. Hij was een middenvelder en was met Everton actief in de Premier League. Horne won de FA Cup met Everton in 1995. Hij speelde 59 interlands in het Welsh voetbalelftal, waarin hij twee keer scoorde.

## Clubcarrière
Horne bracht de eerste jaren van zijn profcarrière door bij Wrexham in de Engelse vierde klasse (Football League Fourth Division). Tussen 1984 en 1987 scoorde hij zestien doelpunten uit 136 competitiewedstrijden voor Wrexham. Later speelde hij voor tweedeklasser Portsmouth en eersteklasser Southampton, de periode net voor de oprichting van de Premier League. Bij Southampton speelde Horne samen met spelers als Liverpool-icoon Jimmy Case, Alan Shearer en Matthew Le Tissier, de aanvoerder die zijn hele leven voor Southampton speelde. Horne was een vaste waarde op het Saints-middenveld en fungeerde als de verbinding tussen verdediging en aanval (controleur).
In 1992 nam Everton hem over van Southampton. Aan de Mersey beleefde Horne met vertraging zijn mooiste dagen als duo met John Ebbrell centraal op het middenveld. Horne schreef twee trofeeën bij op zijn palmares: de FA Cup 1994/95 tegen Manchester United en de FA Charity Shield 1995 tegen Blackburn Rovers. Hij was vice-aanvoerder achter clubicoon Dave Watson. In de strijd om de FA Charity Shield droeg hij de aanvoerdersband omdat Watson op de bank moest beginnen.
In de lente van 1994 bespaarde Horne de club uit Liverpool voortijdig van een ondergang die men anno 2021 in de Premier League nog nooit heeft meegemaakt. Everton, met onder anderen aanvaller Tony Cottee, krasselde het ganse seizoen 1993/94 en stond op degraderen. Met een schot vanop 30 meter afstand bevrijdde Horne de verkrampt spelende Toffees van coach Joe Royle tegen Wimbledon in eigen huis (Goodison Park), waarna Graham Stuart een verlengd verblijf vrijwaarde door het scoren van de 2–2.
In de nadagen van zijn loopbaan kwam Horne uit voor Huddersfield Town, Sheffield Wednesday, Kidderminster Harriers en Walsall.

## Erelijst
| Competitie        |         |         |
| Competitie        | Aantal  | Jaren   |
| Everton           | Everton | Everton |
| ----------------- | ------- | ------- |
| FA Cup            | 1×      | 1994/95 |
| FA Charity Shield | 1x      | 1995    |